# 60S核糖体亚基
60S亞基（英語：Eukaryotic large ribosomal subunit (60S)）是真核80S核糖體的大亞基，「60S」是核糖體顆粒根據其沉降係數以斯維德伯格單位來表示及命名的，它在結構和功能上與70S原核核糖體的50S亞基有關。但是，60S亞基比原核50S亞基大得多，並且包含其他多個蛋白質片段及核糖體RNA擴展片段。

## 外部連結
- Ribosomal Protein Gene Database (RPG) （页面存档备份，存于）